# Werner Schnoor
Werner Friedrich Hans Schnoor (* 15. Oktober 1909 in Schwerin; † 24. März 1991 ebenda) war ein evangelisch-lutherischer Theologe und kirchlicher Publizist in der Evangelisch-Lutherischen Landeskirche Mecklenburgs. Schnoor prägte die evangelische Kirchenpublizistik im Norden der DDR.

## Werdegang
Werner Schnoor, Sohn des Serganten im Schweriner Artillerieregiment Nr. 60 und späteren Reichsbahnbeamten Helmuth Schnoor und dessen Frau Hedwig, geb. Schumacher, verlebte seine Jugend in Parchim, wo er 1928 am Friedrich-Franz-Gymnasium das Abitur ablegte. Er begann sein Studium an der preußischen Universität zu Greifswald, wechselte aber schon zum Sommersemester 1929 an die Eberhard Karls Universität Tübingen und trug dort die Farben seines Wingolfsbundes. Beendet hat Schnoor sein Theologiestudium, wie für Mecklenburger vorgeschrieben, ab Oktober 1931 an der Universität Rostock.
Seine kirchliche Laufbahn begann Schnoor 1933 als Vikar. 1934 wurde er auf seine erste Pastorenstelle nach Alt Jabel (heute ein Ortsteil der Gemeinde Vielank im Landkreis Ludwigslust-Parchim) berufen. Im Sommer 1937 übernahm Schnoor die Pfarrstelle der Bethlehemsgemeinde in Ludwigslust. Im Zweiten Weltkrieg stand Schnoor als Infanterist an der Ostfront, 1941 wurde er verwundet.
Nach seiner Entlassung aus der Kriegsgefangenschaft setzte Schnoor seinen Pastoraldienst an der Paulskirche (Schwerin) fort. Der Einstieg in die kirchliche Publizistik erfolgte 1953 mit der nebenamtlichen Übernahme der Schriftleitung der Mecklenburgischen Kirchenzeitung für einige Monate bis zur Berufung von Paul-Christian Paegelow. Nach dessen Ausscheiden 1958 wurde die Schriftleitung des Sonntagsblattes erneut Schnoor übertragen – zunächst wieder nebenamtlich. 1963 schließlich wurde er in die Pfarrstelle für den Kirchlichen Pressedienst berufen, verbunden mit der hauptamtlichen Übernahme der Chefredaktion der Kirchenzeitung.
Seit 1968 gehörte Schnoor als Kirchenrat der Kirchenleitung der Evangelisch-Lutherischen Landeskirche Mecklenburgs in Schwerin an und wurde in kirchliche Gremien wie den Bund der Evangelischen Kirchen in der DDR und den Lutherischen Weltbund entsandt. 1977 wechselte er in den Ruhestand. Schnoor gründete 1988 die Studienhefte zur mecklenburgischen Kirchengeschichte, die mit zunächst sechs, später vier Heften jährlich bis 1995 erschienen. Die staatliche Drucklizenz hierfür erhielt er – ungewöhnlich für DDR-Verhältnisse – quasi als Privatmann.
Nach der politischen Wende von 1989 ergab sich aus Aktenfunden, dass Schnoor seit den sechziger Jahren konspirativ mit Offizieren der Schweriner Bezirksverwaltung für Staatssicherheit in Verbindung stand und noch im Oktober 1988, lange nach seinem Ausscheiden aus dem kirchlichen Dienst, von dem MfS-Major Claus-Dieter Wulf als Inoffizieller Mitarbeiter unter dem Decknamen „Schütz“ geführt wurde. Seine IM-Akte wurde bisher nicht gefunden und möglicherweise in der Wendezeit vernichtet. Ein Teil seiner Aufträge und Berichte konnte aus anderen Akten rekonstruiert werden. Vorhanden ist die für ihn 1964 angelegte Karteikarte mit der Registriernummer II 498/64.
Pläne staatlicher Stellen, Schnoor im hohen Alter noch mit der Ehrendoktorwürde (in den Fächern Theologie, Journalistik oder Geschichte) auszuzeichnen, zerschlugen sich mit dem Ende der DDR 1989/90. Im Bestand des Landeshauptarchivs Schwerin liegen Begründungsschreiben des Rates des Bezirkes und der SED-Bezirksleitung für eine solche Auszeichnung des Kirchenmannes. Darin wird gerühmt, Schnoor habe stets „konsequent und beharrlich gegenüber der sozialistischen Staats- und Gesellschaftsordnung realistische Positionen“ vertreten und gelte als „führender Vertreter der progressiven Kräfte innerhalb der Landeskirche“. Die Studienhefte, so das SED-Papier lobend, gebe er „unabhängig von Einflüssen kirchenleitender Gremien“ heraus.

## Werke (Auswahl)
- Der Wegweiser. Biblische Geschichten. Berlin 1972.
- Die Vergangenheit geht mit. Einige Notizen zum Weg der Kirche in Mecklenburg von Theodor Kliefoth bis Heinrich Rathke. Schwerin 1984.
- Heinrich Rendtorff I. Die Jahre in Mecklenburg. II. Der Eifer um die Volkskirche. III. Der Konflikt mit der Macht. In: Studienhefte zur mecklenburgischen Kirchengeschichte, Schwerin, 1988, Heft 2, S. 24–31, und Heft 4, S. 22–33.
- Die mecklenburgische Dorfschule in früheren Zeiten. In: „1000 Jahre mecklenburgische Kirche.“ Mössingen-Talheim: Talheimer 1995.